# Damernas 1 000 meter i hastighetsåkning på skridskor vid olympiska vinterspelen 1972
Damernas 1 000 meter i skridskor vid de olympiska vinterspelen 1972 avgjordes den 11 februari 1972 på Makomanai Open Stadium. Loppet vanns av Monika Pflug från Västtyskland.
33 deltagare från 12 nationer deltog i tävlingen.

## Rekord
Gällande världsrekord och olympiska rekord före Vinter-OS 1972:
| Världsrekord     | Anne Henning (USA)   | 1:27,30 | Davos, Schweiz      | 8 januari 1972   |
| Olympiskt rekord | Carry Geijssen (NED) | 1:32,6  | Grenoble, Frankrike | 11 februari 1968 |

Följande nytt olympiskt rekord sattes under tävlingen.
| Datum       | Idrottare    | Nation       | Tid     | OR | VR |
| ----------- | ------------ | ------------ | ------- | -- | -- |
| 11 februari | Monika Pflug | Västtyskland | 1:31,40 | OR |    |

## Medaljörer
| Gren        | Guld                      | Guld         | Silver                             | Silver  | Brons            | Brons   |
| 1 000 meter | Monika Pflug Västtyskland | 1:31,40 (OR) | Atje Keulen-Deelstra Nederländerna | 1:31,61 | Anne Henning USA | 1:31,62 |

## Resultat
| Placering | Idrottare            | Nation        | Tid       | Noteringar |
| --------- | -------------------- | ------------- | --------- | ---------- |
| 1         | Monika Pflug         | Västtyskland  | 1:31,40   | (OR)       |
| 2         | Atje Keulen-Deelstra | Nederländerna | 1:31,61   |            |
| 3         | Anne Henning         | USA           | 1:31,62   |            |
| 4         | Ljudmila Titova      | Sovjetunionen | 1:31,85   |            |
| 5         | Nina Statkevitj      | Sovjetunionen | 1:32,21   |            |
| 6         | Dianne Holum         | USA           | 1:32,41   |            |
| 7         | Ellie van den Brom   | Nederländerna | 1:32,60   |            |
| 8         | Sylvia Burka         | Kanada        | 1:32,95   |            |
| 9         | Sigrid Sundby        | Norge         | 1:33,13   |            |
| 10        | Ljudmila Savrulina   | Sovjetunionen | 1:33,41   |            |
| 11        | Tuula Vilkas         | Finland       | 1:33,51   |            |
| 12        | Han Pil-hwa          | Nordkorea     | 1:33,79   |            |
| 12        | Rosemarie Taupadel   | Östtyskland   | 1:33,79   |            |
| 14        | Ylva Hedlund         | Sverige       | 1:33,81   |            |
| 15        | Emiko Taguchi        | Japan         | 1:34,40   |            |
| 16        | Paula Dufter         | Västtyskland  | 1:34,86   |            |
| 17        | Sheila Young         | USA           | 1:34,97   |            |
| 18        | Sachiko Saito        | Japan         | 1:35,12   |            |
| 19        | Ann-Sofie Järnström  | Sverige       | 1:35,21   |            |
| 20        | Tak In-suk           | Nordkorea     | 1:35,38   |            |
| 21        | Arja Kantola         | Finland       | 1:35,45   |            |
| 22        | Lisbeth Berg         | Norge         | 1:35,56   |            |
| 23        | Kirsti Biermann      | Norge         | 1:35,76   |            |
| 24        | Trijnie Rep          | Nederländerna | 1:35,82   |            |
| 25        | Jeon Seon-ok         | Sydkorea      | 1:36,24   |            |
| 26        | Lee Gyeong-hui       | Sydkorea      | 1:36,50   |            |
| 27        | Choi Dong-ok         | Nordkorea     | 1:36,67   |            |
| 28        | Ryoko Onozawa        | Japan         | 1:36,99   |            |
| 29        | Cathy Priestner      | Kanada        | 1:37,11   |            |
| 30        | Sylvia Filipsson     | Sverige       | 1:37,24   |            |
| 31        | Choi Jung-hui        | Sydkorea      | 1:37,57   |            |
| 32        | Gayle Gordon         | Kanada        | 1:38,32   |            |
| 33        | Ruth Budzisch        | Östtyskland   | 1:52,85 f |            |